# Ozcan Ozcan
Ozcan Ozcan (ur. 4 czerwca 1979) – australijski judoka.
Brązowy medalista mistrzostw Oceanii w 2003. Wicemistrz Australii w 2004 roku.